# Шрейдер, Виктор Филиппович
Ви́ктор Фили́ппович Шре́йдер (род. 23 февраля 1952 года в с. Ново-Никольск, Татарский район, Новосибирская область, РСФСР, СССР) — российский государственный и политический деятель, депутат Государственной думы Федерального собрания Российской Федерации VII созыва от «Единой России», член комитета ГД по жилищной политике и жилищно-коммунальному хозяйству, депутат Государственной думы VI созыва от «Единой России», член комитета ГД по федеративному устройству и вопросам местного самоуправления. Экс-мэр города Омска (2005—2011).

## Биография
Родился в селе Ново-Никольск Татарского района Новосибирской области. Российский немец. Женат. Две дочери.
После окончания средней школы служил в армии в Приморском крае. Закончил Омский автотранспортный техникум, после чего работал в Автоколонне № 1252 Омского транспортного управления, где прошёл путь от старшего механика ОТК до начальника производственно-технического отдела. В 1982 году окончил Сибирский автомобильно-дорожный институт. Далее возглавил отдел коммунального хозяйства Центрального района Омска.
В 1986 году назначен заместителем председателя, а через год избирается председателем райисполкома Центрального района. С ноября 1990 года — глава администрации Центрального района (с января 1997-го административного округа) Омска, с марта 2001 года — заместитель губернатора, с января 2004 года — первый Заместитель Председателя Правительства Омской области.
В 1997 году после окончания Академии народного хозяйства при Правительстве РФ получил диплом магистра государственного управления.
Мэром Омска избран 27 марта 2005 года. 14 марта 2010 года переизбран на второй срок. Ушёл в отставку 21 декабря 2011 года.
На выборах в Госдуму VI созыва 4 декабря 2011 г. был избран в депутаты от партии «Единая Россия» от Омской области. В сентябре 2016 года избран депутатом Государственной думы VII созыва.
Является дарителем эндаумент-фонда Финансового университета.

## Законотворческая деятельность
С 2011 по 2019 год, в течение исполнения полномочий депутата Государственной Думы VI и VII созывов, выступил соавтором 62 законодательных инициатив и поправок к проектам федеральных законов.

## Сведения о доходах и собственности
Согласно поданной декларации, Шрейдер получил в 2011 году доход в размере 2,44 млн рублей. Шрейдеру с супругой принадлежат 4 земельных участка общей площадью 4,5 тыс. квадратных метров, жилой и садовый дома, квартира, гаражный бокс и легковой автомобиль.

## Награды и звания
- Кандидат политических наук (2000), доктор политических наук (2006). Профессор Российской академии естественных наук.
- Награждён медалью ордена «За заслуги перед Отечеством» II степени (1995), орденом Почёта (2006), знаком «Почётный работник жилищно-коммунального хозяйства России» (2003).
- В 2010 году Виктор Шрейдер стал победителем в конкурсе, который организовало Правительство Российской Федерации в номинации «Лучший глава муниципального образования».

## Критика
В сентябре 2013 года независимое сетевое сообщество «Диссернет», занимающееся выявлением плагиата в диссертациях российских политиков, опубликовало данные о наличии некорректных заимствований в докторской диссертации В. Ф. Шрейдера: из 322 страниц текста 132 оказались заимствованными без указания источников.
В своём открытом письме, адресованном руководителям государства, группа российских учёных назвала В. Ф. Шрейдера одним из тех, кто должен «добровольно сложить с себя депутатские полномочия и принести публичные извинения научному сообществу России за грубейшее попрание норм академической этики».